# Ponce Jacquiot
Ponce Jacquiot (ou Jacquio) (né à Rethel vers 1515, connu à partir de 1527 - mort à Paris en 1571) est un sculpteur, stucateur et peintre français de la Renaissance.

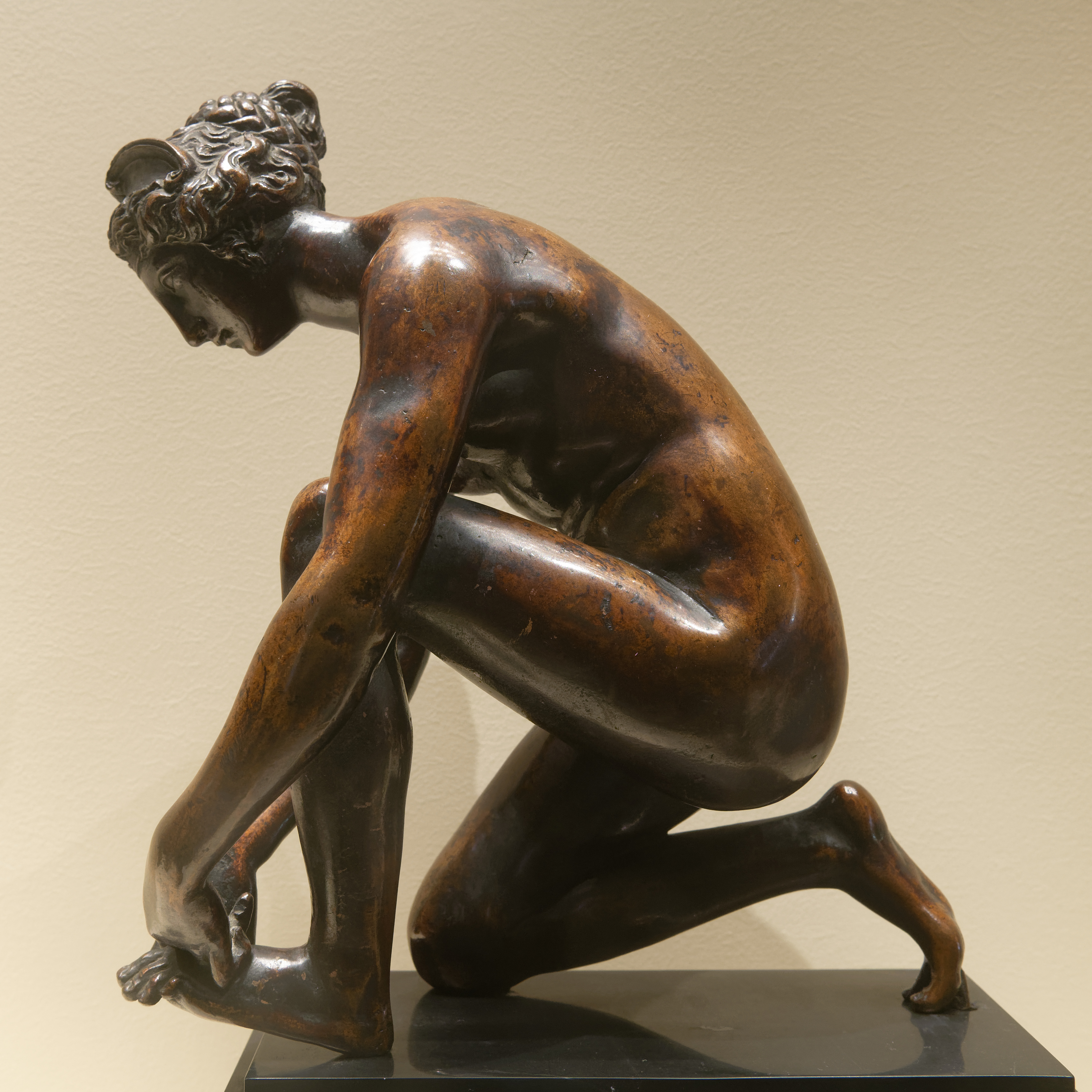
La Tireuse d'épine, musée du Louvre

Il se forme en Italie, probablement auprès du Primatice, et est cité au sein de l'Académie de Saint-Luc à Rome en 1527 et 1535. Il revient en France lorsque Primatice est invité par le roi François Ier à la cour. Il collabore ainsi avec Primatice au chantier de Fontainebleau, ainsi qu'à la grotte du château de Meudon (1552, détruite). De retour en Italie vers 1553, il travaille au Palais Sacchetti entre 1553 et 1556, en tant que stucateur et fresquiste. En 1558, l'architecte Philibert Delorme est chargé de conduire la réalisation du tombeau de François Ier. Il commande à Ponce Jacquiot l'exécution de génies funéraires en marbre, en collaboration avec le sculpteur Germain Pilon. Il réalise également deux des quatre Vertus Cardinales pour le tombeau de Henri II et Catherine de Médicis (Saint-Denis, basilique).
Peu d'œuvres nous sont parvenues de cet artiste. On lui attribue parfois la paternité de la célèbre Diane d'Anet (Paris, musée du Louvre). La seule œuvre attribuée avec certitude à Ponce Jacquiot est une petite figure en bronze à patine brune représentant La Tireuse d'épine (musée du Louvre), et une  terre-cuite identique (Paris, musée du Louvre, ancienne collection du sculpteur François Girardon au XVIIe siècle, puis collection de Pierre Crozat) qui a pu préparer sans doute celle en bronze (conservée à Londres, Victoria and Albert Museum).
Son nom a également été proposé concernant deux petites figures en bronze représentant la Magnanimité et la Magnificence conservées au Los Angeles County Museum of Art.